# دارکو دراژیچ
دارکو دراژیچ (انگلیسی: Darko Dražić؛ زادهٔ ۱۷ ژانویهٔ ۱۹۶۳) بازیکن فوتبال بازنشسته اهل جمهوری فدرال سوسیالیستی یوگسلاوی است.
از باشگاه‌هایی که در آن بازی کرده‌است می‌توان به باشگاه فوتبال فورتونا دوسلدورف و باشگاه فوتبال هایدوک اسپلیت اشاره کرد.
وی همچنین در تیم ملی فوتبال کرواسی بازی کرده‌است.